# ソングス・フォー・ジャパン
『ソングス・フォー・ジャパン』(Songs for Japan) は、2011年3月11日に日本で発生した東北地方太平洋沖地震（東日本大震災）の復興支援を目的としたチャリティー・コンピレーション・アルバム。

## 概要
収録曲はデジタル・ダウンロード盤が38曲、フィジカル盤が37曲（「ラヴ・テイクス・オーヴァー」／デヴィッド・ゲッタfeaturing ケリー・ローランドがCDには未収録）で、ジョン・レノン「イマジン」からレディー・ガガ「ボーン・ディス・ウェイ」まで、欧米アーティストの新旧ヒット曲を多く収めている。前年2010年にリリースされた同種のアルバム『ホープ・フォー・ハイチ・ナウ』とは違い、全曲既に発表済の曲であり、音源も全て本作のために制作されたものではない。ただ、スタースミスによる「ボーン・ディス・ウェイ」のリミックス・バージョンや、R.E.M.が提供した「マン・オン・ザ・ムーン」の東京でのライブ音源といった未発表の音源も一部収録されている。また、クイーン「手をとりあって」やマドンナ「マイルズ・アウェイ」といった日本と縁がある曲も選曲されている。
もともと、本作は米国のレコード会社ユニバーサル ミュージックが同地震の発生を受けて独自に進めていた企画であった。しかし、発売発表直後にソニー・ミュージック、ワーナー・ミュージック、EMIの3社が参画の意思を示したため、急遽レコード会社の垣根を越え、世界4大メジャーレーベルの共同制作という形が実現した。
本作は、まず地震発生14日後の2011年3月25日に、アイチューンズ・ストアを通じて世界同時にデジタル配信が開始された。同ストアのアルバム・チャートでは22か国中18か国で1位を記録し、発売初週の計3日間で14万回以上ダウンロードされた。このうち、米国ではダウンロード数が約6万8000回に達し、全米総合アルバム・チャートのビルボード200では、3日間の集計のみで初登場6位を記録して、その翌週には最高位となる5位にまで上昇した。同年4月からは、CD2枚組のフィジカル盤がソニー・ミュージックを通じて世界各国で順次リリースされた。日本のオリコンチャートでは、日本盤CD発売前の2011年5月2日付のアルバムチャートで洋楽部門1位、総合でも3位に初登場し、オリコン史上初めて輸入盤CDのみで総合トップ10入りしたアルバムとなった。
本作はチャリティーのため、本作に係わった全てのレコード会社、音楽出版社、アーティストは本作販売による印税等の対価を主張せず、アイチューンズ・ストアの手数料も含め、収益は全額、東日本大震災の義捐金として日本赤十字社に寄付されることになっている。
リリースから1か月余り経った2011年5月には、制作したレコード会社から既に計500万米ドルの寄付が完了していることが明らかにされた。
CDとデジタル・ダウンロードを合わせた売上は全世界で120万枚（ユニット）以上に達する。

## 収録曲

### デジタル・ダウンロード
| #   | タイトル                                                                 | 作詞 | 作曲・編曲 | アーティスト                                    | 時間 |
| --- | ------------------------------------------------------------------------ | ---- | ---------- | ----------------------------------------------- | ---- |
| 1.  | 「イマジン」(リマスター)                                                 |      |            | ジョン・レノン                                  | 3:07 |
| 2.  | 「ウォーク・オン」(ラジオ・エディット)                                   |      |            | U2                                              | 4:29 |
| 3.  | 「嵐からの隠れ場所」                                                     |      |            | ボブ・ディラン                                  | 5:01 |
| 4.  | 「アラウンド・ザ・ワールド」(ライヴ)                                     |      |            | レッド・ホット・チリ・ペッパーズ                | 3:58 |
| 5.  | 「ボーン・ディス・ウェイ」(スタースミス・リミックス)                     |      |            | レディー・ガガ                                  | 6:45 |
| 6.  | 「イレプレイスブル」                                                     |      |            | ビヨンセ                                        | 3:48 |
| 7.  | 「トーキング・トゥ・ザ・ムーン」(アコースティック・ピアノ・ヴァージョン) |      |            | ブルーノ・マーズ                                | 3:37 |
| 8.  | 「ファイアーワーク」                                                     |      |            | ケイティ・ペリー                                | 3:47 |
| 9.  | 「オンリー・ガール（イン・ザ・ワールド）」                               |      |            | リアーナ                                        | 3:55 |
| 10. | 「ライク・アイ・ラヴ・ユー」                                             |      |            | ジャスティン・ティンバーレイク                  | 4:43 |
| 11. | 「マイルズ・アウェイ」(ライヴ)                                           |      |            | マドンナ                                        | 4:50 |
| 12. | 「ラヴ・テイクス・オーヴァー」                                           |      |            | デヴィッド・ゲッタ featuring ケリー・ローランド | 3:11 |
| 13. | 「ラヴ・ザ・ウェイ・ユー・ライ」(クリーン・ヴァージョン)                 |      |            | エミネム featuring リアーナ                     | 4:23 |
| 14. | 「ヒューマン・タッチ」                                                   |      |            | ブルース・スプリングスティーン                  | 6:28 |
| 15. | 「アウェイク」(ライヴ)                                                   |      |            | ジョシュ・グローバン                            | 5:39 |
| 16. | 「ベター・ライフ」                                                       |      |            | キース・アーバン                                | 4:43 |
| 17. | 「ワン・トライブ」                                                       |      |            | ブラック・アイド・ピーズ                        | 4:40 |
| 18. | 「ソーバー」                                                             |      |            | ピンク                                          | 4:11 |
| 19. | 「イッツ・オーケー」                                                     |      |            | シーロー・グリーン                              | 3:46 |

| #   | タイトル                                               | 作詞 | 作曲・編曲 | アーティスト                                                             | 時間 |
| --- | ------------------------------------------------------ | ---- | ---------- | ------------------------------------------------------------------------ | ---- |
| 1.  | 「ラン・トゥ・ユー」                                   |      |            | レディ・アンテベラム                                                     | 4:16 |
| 2.  | 「ホワット・ドゥ・ユー・ガット？」                     |      |            | ボン・ジョヴィ                                                           | 3:47 |
| 3.  | 「マイ・ヒーロー」                                     |      |            | フー・ファイターズ                                                       | 4:19 |
| 4.  | 「マン・オン・ザ・ムーン」(ライヴ・イン・トーキョー)   |      |            | R.E.M.                                                                   | 6:01 |
| 5.  | 「セイヴ・ミー」(クリーン・ヴァージョン)               |      |            | ニッキー・ミナージュ                                                     | 3:05 |
| 6.  | 「バイ・ユア・サイド」                                 |      |            | シャーデー                                                               | 4:34 |
| 7.  | 「ホールド・オン」(オルタネイト・ヴァージョン)         |      |            | マイケル・ブーブレ                                                       | 4:07 |
| 8.  | 「プレイ〜僕の祈り」(アコースティック)                 |      |            | ジャスティン・ビーバー                                                   | 3:34 |
| 9.  | 「メイク・ユー・フィール・マイ・ラヴ」                 |      |            | アデル                                                                   | 3:32 |
| 10. | 「イフ・アイ・クッド・ビー・ホウェア・ユー・アー」     |      |            | エンヤ                                                                   | 4:01 |
| 11. | 「僕の瞳に小さな太陽」                                 |      |            | エルトン・ジョン                                                         | 5:36 |
| 12. | 「ウェイティング・オン・ザ・ワールド・トゥ・チェンジ」 |      |            | ジョン・メイヤー                                                         | 3:21 |
| 13. | 「手をとりあって」(リマスター)                         |      |            | クイーン                                                                 | 5:55 |
| 14. | 「ユーズ・サムバディ」                                 |      |            | キングス・オブ・レオン                                                   | 3:50 |
| 15. | 「フラジャイル」(ライヴ・イン・ベルリン)               |      |            | スティング、スティーヴン・メルクリオ、ロイヤル・フィルハーモニー管弦楽団 | 4:50 |
| 16. | 「ベター・イン・タイム」                               |      |            | レオナ・ルイス                                                           | 3:54 |
| 17. | 「ワン・イン・ア・ミリオン」                           |      |            | ニーヨ                                                                   | 4:03 |
| 18. | 「ホウェンネヴァー、ホウェアエヴァー」                 |      |            | シャキーラ                                                               | 3:16 |
| 19. | 「サンライズ」                                         |      |            | ノラ・ジョーンズ                                                         | 3:20 |

### CD
| #         | タイトル                                                                 | 作詞      | 作曲・編曲 | アーティスト                     | 時間 |
| --------- | ------------------------------------------------------------------------ | --------- | ---------- | -------------------------------- | ---- |
| 1.        | 「イマジン」(リマスター)                                                 |           |            | ジョン・レノン                   | 3:04 |
| 2.        | 「ウォーク・オン」(ラジオ・エディット)                                   |           |            | U2                               | 4:23 |
| 3.        | 「嵐からの隠れ場所」                                                     |           |            | ボブ・ディラン                   | 5:02 |
| 4.        | 「アラウンド・ザ・ワールド」(ライヴ)                                     |           |            | レッド・ホット・チリ・ペッパーズ | 3:58 |
| 5.        | 「ボーン・ディス・ウェイ」(スタースミス・リミックス)                     |           |            | レディー・ガガ                   | 6:45 |
| 6.        | 「イレプレイスブル」                                                     |           |            | ビヨンセ                         | 3:47 |
| 7.        | 「トーキング・トゥ・ザ・ムーン」(アコースティック・ピアノ・ヴァージョン) |           |            | ブルーノ・マーズ                 | 3:38 |
| 8.        | 「ファイアーワーク」                                                     |           |            | ケイティ・ペリー                 | 3:48 |
| 9.        | 「オンリー・ガール（イン・ザ・ワールド）」                               |           |            | リアーナ                         | 3:55 |
| 10.       | 「ライク・アイ・ラヴ・ユー」                                             |           |            | ジャスティン・ティンバーレイク   | 4:31 |
| 11.       | 「マイルズ・アウェイ」(ライヴ)                                           |           |            | マドンナ                         | 4:50 |
| 12.       | 「ラヴ・ザ・ウェイ・ユー・ライ」(クリーン・ヴァージョン)                 |           |            | エミネム featuring リアーナ      | 4:25 |
| 13.       | 「ヒューマン・タッチ」                                                   |           |            | ブルース・スプリングスティーン   | 5:09 |
| 14.       | 「アウェイク」(ライヴ)                                                   |           |            | ジョシュ・グローバン             | 5:36 |
| 15.       | 「ベター・ライフ」                                                       |           |            | キース・アーバン                 | 4:40 |
| 16.       | 「ワン・トライブ」                                                       |           |            | ブラック・アイド・ピーズ         | 4:41 |
| 17.       | 「ソーバー」                                                             |           |            | ピンク                           | 4:11 |
| 18.       | 「イッツ・オーケー」                                                     |           |            | シーロー・グリーン               | 3:46 |
| 合計時間: | 合計時間:                                                                | 合計時間: | 79:50      |                                  |      |

| #         | タイトル                                               | 作詞      | 作曲・編曲 | アーティスト                                                             | 時間 |
| --------- | ------------------------------------------------------ | --------- | ---------- | ------------------------------------------------------------------------ | ---- |
| 1.        | 「ラン・トゥ・ユー」                                   |           |            | レディ・アンテベラム                                                     | 4:13 |
| 2.        | 「ホワット・ドゥ・ユー・ガット？」                     |           |            | ボン・ジョヴィ                                                           | 3:46 |
| 3.        | 「マイ・ヒーロー」                                     |           |            | フー・ファイターズ                                                       | 4:20 |
| 4.        | 「マン・オン・ザ・ムーン」(ライヴ・イン・トーキョー)   |           |            | R.E.M.                                                                   | 6:01 |
| 5.        | 「セイヴ・ミー」(クリーン・ヴァージョン)               |           |            | ニッキー・ミナージュ                                                     | 3:05 |
| 6.        | 「バイ・ユア・サイド」                                 |           |            | シャーデー                                                               | 4:34 |
| 7.        | 「ホールド・オン」(オルタネイト・ヴァージョン)         |           |            | マイケル・ブーブレ                                                       | 4:08 |
| 8.        | 「プレイ〜僕の祈り」(アコースティック)                 |           |            | ジャスティン・ビーバー                                                   | 3:33 |
| 9.        | 「メイク・ユー・フィール・マイ・ラヴ」                 |           |            | アデル                                                                   | 3:34 |
| 10.       | 「イフ・アイ・クッド・ビー・ホウェア・ユー・アー」     |           |            | エンヤ                                                                   | 4:01 |
| 11.       | 「僕の瞳に小さな太陽」                                 |           |            | エルトン・ジョン                                                         | 5:34 |
| 12.       | 「ウェイティング・オン・ザ・ワールド・トゥ・チェンジ」 |           |            | ジョン・メイヤー                                                         | 3:20 |
| 13.       | 「手をとりあって」(リマスター)                         |           |            | クイーン                                                                 | 5:54 |
| 14.       | 「ユーズ・サムバディ」                                 |           |            | キングス・オブ・レオン                                                   | 3:51 |
| 15.       | 「フラジャイル」(ライヴ・イン・ベルリン)               |           |            | スティング、スティーヴン・メルクリオ、ロイヤル・フィルハーモニー管弦楽団 | 4:50 |
| 16.       | 「ベター・イン・タイム」                               |           |            | レオナ・ルイス                                                           | 3:54 |
| 17.       | 「ワン・イン・ア・ミリオン」                           |           |            | ニーヨ                                                                   | 4:00 |
| 18.       | 「ホウェンネヴァー、ホウェアエヴァー」                 |           |            | シャキーラ                                                               | 3:16 |
| 19.       | 「サンライズ」                                         |           |            | ノラ・ジョーンズ                                                         | 3:14 |
| 合計時間: | 合計時間:                                              | 合計時間: | 79:01      |                                                                          |      |

## リリース日一覧
| 規格                   | 国・地域       | 発売日                                 | レーベル                                     |
| ---------------------- | -------------- | -------------------------------------- | -------------------------------------------- |
| デジタル・ダウンロード | 世界各国       | 2011年3月25日                          | ユニバーサル・ミュージック                   |
| CD                     | ドイツ         | 2011年4月1日                           | ソニー・ミュージック                         |
| CD                     | イギリス       | 2011年4月4日                           | ソニー・コマーシャル・ミュージック・グループ |
| CD                     | フランス       | 2011年4月4日                           | レガシー・レコーディングス                   |
| CD                     | アメリカ合衆国 | 2011年4月5日                           | レガシー・レコーディングス                   |
| CD                     | イタリア       | 2011年4月5日                           | コロムビア                                   |
| CD                     | カナダ         | 2011年4月5日                           | ソニー・ミュージック                         |
| CD                     | 台湾           | 2011年4月8日                           | ソニー・ミュージック                         |
| CD                     | 日本           | 2011年4月22日 （日本盤は2011年5月4日） | ソニー・ミュージック                         |

## チャート成績
| 国・地域       | 発表団体                     | 最高順位             |
| -------------- | ---------------------------- | -------------------- |
| アメリカ合衆国 | ビルボード （ビルボード200） | 5                    |
| カナダ         | CANOE、ビルボード            | 3                    |
| 韓国           | 韓国音楽コンテンツ産業協会   | 20                   |
| スペイン       | PROMUSICAE                   | 3                    |
| チェコ         | IFPIチェコ共和国             | 9                    |
| 日本           | オリコン                     | 2（週間） 41（年間） |
| ポーランド     | ZPAV                         | 39                   |

| 国・地域 | 発表団体 | 最高順位 |
| -------- | -------- | -------- |
| 日本     | オリコン | 1        |

| 国・地域         | 発表団体                                      | 最高順位 |
| ---------------- | --------------------------------------------- | -------- |
| イタリア         | FIMI                                          | 1        |
| イギリス         | オフィシャル・チャート・カンパニー            | 3        |
| オーストリア     | メディアコントロールGfKオーストリア           | 3        |
| オランダ         | GfKリテール・アンド・テクノロジー・ベネルクス | 1        |
| スイス           | メディアコントロール                          | 1        |
| デンマーク       | IFPIデンマーク                                | 3        |
| ドイツ           | メディアコントロール                          | 4        |
| ニュージーランド | RIANZ                                         | 1        |
| ノルウェー       | ヴェルデンス・ガング、ノルウェー放送協会      | 1        |
| フランス         | SNEP                                          | 2        |